# Ryburgh
Ryburgh är en civil parish i Storbritannien.   Den ligger i grevskapet Norfolk och riksdelen England, i den sydöstra delen av landet, 160 km norr om huvudstaden London. Antalet invånare är 668. Arean är 10,0 kvadratkilometer.
Terrängen i Ryburgh är platt.